# Fyrtårne i Danmark
Et af de første fyrtårne i Danmark blev opført omkring år 1200 ved Falsterbo (Falsterbo Fyr) i Skåne. En mere organiseret opstilling af fyrtårne begyndte under Frederik 2. Den 8. juni 1560 oprettedes Det Kongelige Danske Fyrvæsen, som fik etableret en afmærkning af ruten gennem Kattegat fra Skagen til Falsterbo; det var den første sejlrute i verden, som fik en egentlig ruteafmærkning med fyr. På den mellemliggende strækning blev der opført fyrtårne på Anholt og Kullen. Fyrvæsenet har siden 1973 været en del af Farvandsvæsenet.
Der blev oprindelig fyret med brænde og tran, men senere gik man over til kul. For at undgå at bære brændsel op i de store højder blev fyrene opført som vippefyr hvor der blev fyret i en jernkurv monteret på en vippearm, så den kunne sænkes ved fyring og derefter hejses op. Det første vippefyr i Skagen kom i 1627, og typen blev ret udbredt i Danmark, men erstattedes efterhånden af murede fyr. Det sidste danske vippefyr på Anholt blev nedlagt i 1788.
I 1655 blev der tændt i fyr på den anden side af Skagerrak. Det var det første i Norge, og det blev oprettet af Frederik 3., som gav en borger i Christiansand privilegium til at etablere fyrdrift på Lindesnes. Datidens navigation var dog så usikker, at de søfarende var i tvivl, om det var Lindenes eller Skagen, de kunne få øje på! Og da det var fatalt at tage fejl og forsøge at sejle nord om Lindenes eller syd om Skagen, så valgte man at fjerne usikkerheden ved at slukke fyret på Lindenes. Her kom først et fyr igen i 1725, og da fik det følgeskab af andre nærtliggende fyr, så man undgik forvekslinger.
I 1800 var der omkring 11 fyr i Danmark, og det antal var øget til omkring 100 i 1893 og videre til omkring 140 i 1939.

## Fyrtårne
| Navn                   | Billede     | Vandområde | Region      | Lokation koordinater                                                               | År bygget | Noter |
| ---------------------- | ----------- | ---------- | ----------- | ---------------------------------------------------------------------------------- | --------- | --- |
| Vesborg Fyr            | Vesborg Fyr | Kattegat   | Midtjylland | Vesborg, Samsø 55°46′10″N 10°33′05″Ø / 55.76944°N 10.55139°Ø                       | 1858      | [ 1 ] |
| Hjelm Fyr              |             | Kattegat   | Midtjylland | Hjelm 56°08′00″N 10°48′20″Ø / 56.13333°N 10.80556°Ø                                | 1856      | [ 1 ] |
| Fornæs Fyr             |             | Kattegat   | Midtjylland | Norddjurs Kommune 56°26′36.3″N 10°57′26.3″Ø / 56.443417°N 10.957306°Ø              | 1839      | [ 1 ] |
| Skagen Fyr             |             | Skagerrak  | Norddanmark | Skagen 57°44′08″N 10°37′49″Ø / 57.73556°N 10.63028°Ø                               | 1858      | [ 2 ] |
| Skagens Vippefyr       |             | Skagerrak  | Norddanmark | Skagen 57°43′36″N 10°36′29″Ø / 57.72667°N 10.60806°Ø                               | 1627      | [ 3 ] |
| Det Hvide Fyr i Skagen |             | Skagerrak  | Norddanmark | Skagen 57°43′45″N 10°36′24″Ø / 57.72917°N 10.60667°Ø                               | 1747      | [ 4 ] |
| Hirtshals Fyr          |             | Skagerrak  | Norddanmark | Hirtshals 57°35′05″N 9°56′30.8″Ø / 57.58472°N 9.941889°Ø                           | 1863      | [ 5 ] |
| Rubjerg Knude Fyr      |             | Skagerrak  | Norddanmark | Lønstrup 57°26′58″N 09°46′31″Ø / 57.44944°N 9.77528°Ø                              | 1900      | [ 6 ] |
| Christiansø Fyr        |             | Østersøen  | Bornholm    | Christiansø 55°19′27″N 15°11′29″Ø / 55.32417°N 15.19139°Ø                          | 1798      | |
| Dueodde Fyr            |             | Østersøen  | Bornholm    | Dueodde 54°59′30″N 15°04′28″Ø / 54.99167°N 15.07444°Ø                              | 1962      | [ 7 ] |
| Hammeren Fyr           |             | Østersøen  | Bornholm    | Hammeren 55°17′11″N 14°45′55″Ø / 55.28639°N 14.76528°Ø                             | 1802      | [ 7 ] |
| Hammerodde Fyr         |             | Østersøen  | Bornholm    | Hammeren 55°17′52″N 14°46′19″Ø / 55.29778°N 14.77194°Ø                             | 1885      | [ 7 ] |
| Rønne Fyr              |             | Østersøen  | Bornholm    | Rønne 55°05′58″N 14°41′46″Ø / 55.09944°N 14.69611°Ø                                | 1880      | [ 7 ] |
| Svaneke Fyr            |             | Østersøen  | Bornholm    | Svaneke 55°07′54″N 15°09′10″Ø / 55.13167°N 15.15278°Ø                              | 1919      | [ 7 ] |
| Fyrskib Gedser Rev     |             | Østersøen  | Sjælland    | Ud for kysten syd for Gedser Odde 55°40′47.7″N 12°35′23″Ø / 55.679917°N 12.58972°Ø | 1895      | Registreret som Fyrskib XVII, betjente den området på Gedser Rev indtil 1972. Det er nu et museumskib ejet af Nationalmuseet. |
| Fyrskib XI             |             | -          | -           | Kystområde                                                                         | 1878      | |
| Motorfyrskib I         |             | Nordsø     | Syddanmark  | Horns Rev vest for Esbjerg                                                         | 1913      | Dette fyrskib blev i 1980 deaktiveret og taget ud af farten i 1988. Det er nu indrettet som museumskib ejet a en privat fond i Esbjerg. |
| Fyrskib XXI            |             | -          | -           | Kystområde                                                                         | 1911      | Bygget i 1911. Dette fyrskib blev hovedsageligt brugt ved Horns Rev i Nordsøen. Det lå for anker ved Læsø fra 1945 til 1969 og senere ved Skagens Rev ved Skagen Odde. Skibet blev taget ud af farten i 1988. Siden 2006 blev skibetbrugt som flydende café i Ebeltoft. |

Nedenstående er en samlet liste over fyrtårne og fyrskibe i Danmark.
- Agersø Fyr
- Agersø Flak Fyr
- Agger Tange Fyr
- Albuen Fyr
- Anholt Fyr
- Anholt Havn Fyr
- Asnæs Fyrá
- Assens Fyr
- Assens Bagfyr
- Assens Forfyr
- Bågø Fyr
- Bækkehave Fyr
- Ballebro Fyr
- Blåvand Fyr
- Bogense Fyr
- Bogø Fyr
- Borgsted Fyr
- Børup Nord Fyr I
- Børup Nord Fyr II
- Børup Vest Fyr
- Bøstup Øst Fyr
- Bovbjerg Fyr
- Bjørnø Fyr
- Christiansø Fyr
- Damgård Fyr
- Dragør Forfyr
- Dragør Bagfyr
- Dragør Fort Fyr
- Drejensodde Fyr
- Drogden Fyr
- Dueodde Fyr
- Dueodde Nord Fyr
- Dueodde Syd Fyr
- Ebeltoft Vest-Mole Fyr
- Ebeltoft Nord-Mole Fyr
- Ebeltoft Vig Fyr
- Egense Fyr
- Egense Bagfyr
- Egholm Flak Fyr
- Elsehoved Fyr
- Enebærodde Fyr
- Esbjerg Industrifiskerihavn Øst Fyr
- Esbjerg Industrifiskerihavn Vest Fyr
- Esbjerg Konsumfiskerihavn Nord Fyr
- Esbjerg Konsumfiskerihavn Syd Fyr
- Esbjerg Sønderhavn Øst Fyr
- Esbjerg Sønderhavn Vest Fyr
- Esbjerg Trafikhavn Nord Fyr
- Esbjerg Trafikhavn Syd Fyr
- Esbjerg Fyr
- Espergærde Fyr
- Fænø Fyr
- Flakfort Fyr
- Fornæs Fyr
- Frankeklint Fyr
- Frederikshavn Syd-Mole Fyr
- Frederikshavn Nord-Mole Fyr
- Frederiksø Fyr
- Fur Fyr I
- Fur Fyr II
- Gammel-Pøl Fyr
- Gedehave Bagfyr
- Gedehave Forfyr
- Gedser Fyr
- Gedser Rev Fyr
- Gjerrild Fyr
- Glyngøre Fyr
- Grenaa Mole Fyr
- Grenaa Lystbådehavn Nord Fyr
- Grenaa Lystbådehavn Syd Fyr
- Grønsund Fyr
- Haldrup Mark Bagfyr
- Haldrup Mark Forfyr
- Hals Barre Fyr
- Hals Forfyr
- Hals Vest-Mole Fyr
- Hals Øst-Mole Fyr
- Halsskov kulfyr
- Halsskov Fyr II
- Hammeren Fyr
- Hammerhavn Fyr
- Hammerodde Fyr
- Hanstholm Fyr
- Harbølle Fyr
- Hellerup Fyr
- Helnæs Fyr
- Helsingør Nord-Mole Fyr
- Helsingør Syd-Mole Fyr
- Hellehavens Nakke Fyr
- Helleholm/Agersø Fyr
- Hesselø Fyr
- Hestehoved Fyr
- Hirsholm Fyr I
- Hirsholm Fyr II
- Hirsholm Mole Fyr
- Hirtshals Fyr
- Hjarnø Fyr
- Hjelm Fyr
- Højberg øst Fyr
- Hønsehalsen Fyr
- Holbæk Havn Fyr
- Hou Havn Fyr I
- Hou Havn Fyr II
- Hov Fyr
- Hyllekrog Fyr
- Humlebæk Fyr
- Julebæk Fyr
- Kalø Vig Nord Fyr
- Kalø Vig Syd Fyr
- Karrebæksminde N Pier Fyr
- Karrebæksminde Fyr
- Kegnæs Fyr
- Keldsnor Fyr
- Kerteminde Havn Fyr
- Knudshoved Fyr
- Køge Kirke Fyr
- Korshavn Fyr
- Korsør Fyr
- Kronborg Fyr
- Kronløbsbassin Fyr
- Kronløbet Nord Fyr
- Kronløbet Syd Fyr
- Læsø Rende Fyr
- Lågemade Bagfyr
- Lågemade Forfyr
- Langelandbælt Syd Fyr
- Langelinie Fyr
- Langerodde Fyr
- Lindeskov Bagfyr
- Lindeskov Forfyr
- Lodbjerg Fyr
- Logstør Forfyr
- Logstør Bagfyr
- Lohals Fyr
- Løserup Fyr
- Lynæs Fyr
- Lynetteløb Fyr
- Lyngvig Fyr
- Mårodde Fyr
- Middelgrundsfort Øst Fyr
- Middelgrundsfort Vest Fyr
- Møn Fyr
- Mommark Øst-Mole Fyr
- Mommark Vest-Mole Fyr
- Munke Fyr
- Nakkehoved Fyr I
- Nakkehoved Fyr II
- Nakkeodde Fyr
- Nekselø Bagfyr
- Nekselø Forfyr
- Nordborg Fyr
- Nordre Rønner Fyr
- Nordre Røse Fyr
- Nyborg Havn Bagfyr
- Nyborg Havn Forfyr
- Nyborg Mole Fyr
- Oddesund Fyr
- Omø Fyr
- Ore Fyr
- Orehoved Fyr
- Præstø Næb Fyr
- Rinkenæs Bagfyr
- Rinkenæs Forfyr
- Rødvig Havnfyr
- Rødvig Vest Mole Fyr
- Rødvig Øst Mole Fyr
- Rødvig Sydvest Mole Fyr
- Rødvig Sydøst Mole Fyr
- Rødvig Shelter Mole Fyr
- Romsø Fyr
- Romsø Tue Fyr
- Rønne Fyr
- Rønne Havn Fyr
- Røneklint Bagfyr
- Røneklint Forfyr
- Røsnæs Fyr
- Røsnæs Puller Fyr
- Rubjerg Knude Fyr
- Skt. Jørgens Fyr
- Sædenstrand Forfyr I
- Sædenstrand Forfyr II
- Sædenstrand Mellemfyr
- Sædenstrand Bagfyr
- Sædenstrand Nord Forfyr
- Sædenstrand Nord Bagfyr
- Sædenstrand Syd Forfyr
- Sandvig Fyr
- Sejerø Fyr
- Sejet Mark Bagfyr
- Sejet Mark Forfyr
- Sillerslev Bagfyr
- Sillerslev Forfyr
- Sisserodde Bagfyr
- Sisserodde Forfyr
- Sjælands Rev Fyr
- Sjælands Rev Nord Fyr
- Det Hvide Fyr i Skagen
- Det Grå Fyr i Skagen
- Skagen Vest Fyr
- Skagen Vest-Mole Fyr
- Skagen Øst-Mole Fyr
- Skjoldnæs Fyr
- Skodsbøl Bagfyr
- Skodsbøl Forfyr
- Sletterhage Fyr
- Slipshavn Fyr
- Snoghøj Fyr
- Sottrupskov Fyr
- Spodsbjerg Fyr
- Spodsbjerg Sydøst Fyr
- Sprogø Fyr
- Stavrby Skov Fyr
- Stevns Gamle Fyr
- Stevens Fyr
- Strandby Fyr
- Strib Fyr
- Stubbekøbing Fyr
- Svaneke Fyr
- Svaneke Havn Fyr
- Svendborg Gasværk Fyr
- Svitringen Rende Fyr
- Syrodde Fyr I
- Syrodde Fyr II
- Sædding Strand Mellemfyr
- Søby Østmole Fyr
- Søby Vestmole Fyr
- Sønderborg Fyr
- Sønderstrand Fyr
- Taksensand Fyr
- Tårs Fyr
- Tåsinge Bagfyr
- Thyborøn Fyr
- Thyborøn-Kanal Fyr
- Toftum Fyr
- Træskohage Fyr
- Tranekær Fyr
- Tranerodde Fyr
- Trekroner Fyr
- Trekroner Nord Fyr
- Trekroner Syd Fyr
- Trelde Næs Fyr
- Troense Fyr
- Tuborg Havn Nord-Mole Fyr
- Tuborg Havn Syd-Mole Fyr
- Tunø Fyr
- Tvingsberg Bagfyr
- Tvingsberg Forfyr
- Tvingsberg Vinkelfyr
- Udbyhøj Fyr I
- Udbyhøj Fyr II
- Vejerø Fyr
- Vejsnæs Nakke Fyr
- Vengeancegrund Fyr
- Vesborg Fyr
- Vippefyr Skagen Fyr
- Vippefyr Knudshoved Fyr
- Vodstrup Fyr
- Vordingborg Vandtårn
- Vorupør Forfyr
- Vorupør Ledefyr
- Yder Flak Fyr
- Æbelø Fyr
- Østerhede Bagfyr
- Østerhede Forfyr
- Østerrenden Nord Fyr
- Østerrenden Syd Fyr
- Århus Havn Østre Fyr
- Århus Havn Vestre Fyr
- Århus Østhavn Nord Fyr
- Århus Østhavn Øst Fyr
- Århus Østhavn Vest Fyr
- Århus Lystbådehavn Fyr
- Årø Fyr
- Årøsund Fyr

## Fyrskibe
- Fyrskib X
- Fyrskib XI
- Fyrskib XIII
- Fyrskib XV
- Fyrskib XVII
- Fyrskib XVIII
- Fyrskib XXI
- Motorfyrskib I
- Motorfyrskib II
- Motorfyrskib III